# Cylindromyia lobata
Cylindromyia lobata là một loài ruồi trong họ Tachinidae.